# Canton de Villeneuve-sur-Lot-1
Le canton de Villeneuve-sur-Lot-1 est une circonscription électorale française du département de Lot-et-Garonne.

## Histoire
Un nouveau découpage territorial de Lot-et-Garonne entre en vigueur à l'occasion des élections départementales de 2015. Il est défini par le décret du 26 février 2014, en application des lois du 17 mai 2013 (loi organique 2013-402 et loi 2013-403). Les conseillers départementaux sont, à compter de ces élections, élus au scrutin majoritaire binominal mixte. Les électeurs de chaque canton élisent au Conseil départemental, nouvelle appellation du Conseil général, deux membres de sexe différent, qui se présentent en binôme de candidats. Les conseillers départementaux sont élus pour 6 ans au scrutin binominal majoritaire à deux tours, l'accès au second tour nécessitant 12,5 % des inscrits au 1er tour. En outre la totalité des conseillers départementaux est renouvelée. Ce nouveau mode de scrutin nécessite un redécoupage des cantons dont le nombre est divisé par deux avec arrondi à l'unité impaire supérieure si ce nombre n'est pas entier impair, assorti de conditions de seuils minimaux. En Lot-et-Garonne, le nombre de cantons passe ainsi de 40 à 21.
Le canton de Villeneuve-sur-Lot-1 est formé d'une commune de l'ancien canton de Villeneuve-sur-Lot-Nord et d'une fraction de la commune de Villeneuve-sur-Lot. Il est entièrement inclus dans l'arrondissement de Villeneuve-sur-Lot. Le bureau centralisateur est situé à Villeneuve-sur-Lot.

## Représentation
| Période élective | Période élective | Mandat | Mandat   | Identité                                                              | Nuance | Nuance | Qualité |
| ---------------- | ---------------- | ------ | -------- | --------------------------------------------------------------------- | ------ | ------ | --- |
| 2015             | 2021             | 2015   | 2021     | Guillaume Lepers                                                      |        | LR     | Cadre commercial, maire de Villeneuve-sur-Lot depuis 2020, Ancien député-suppléant (2013-2017)                        |
| 2015             | 2021             | 2015   | 2021     | Patricia Suppi                                                        |        | UDI    | Bibliothécaire, adjointe au maire de Villeneuve-sur-Lot depuis 2020 Présidente de la fédération UDI du Lot-et-Garonne |
| 2021             | 2028             | 2021   | 2024     | Guillaume Lepers (Élu député le 07/07/2024 - Démission le 05/08/2024) |        | LR     | Conseiller sortant, élu député le 7 juillet 2024                                                                      |
| 2021             | 2028             | 2024   | 2028     | Bruno Lazzarini (Remplaçant)                                          |        |        | Retraité, premier adjoint du Lédat                                                                                    |
| 2021             | 2028             | 2021   | en cours | Patricia Suppi                                                        |        | UDI    | Conseillère sortante                                                                                                  |

### Résultats détaillés

#### Élections de mars 2015
À l'issue du 1er tour des élections départementales de 2015, deux binômes sont en ballottage : Alain Brun et Isabelle Laporte (FN, 29,44 %) et Guillaume Lepers et Patricia Suppi (Union de la Droite, 23,37 %). Le taux de participation est de 51,26 % (6 064 votants sur 11 829 inscrits) contre 57,81 % au niveau départemental et 50,17 % au niveau national.
Au second tour, Guillaume Lepers et Patricia Suppi (Union de la Droite) sont élus avec 60,4 % des suffrages exprimés et un taux de participation de 54,09 % (3 343 voix pour 6 398 votants et 11 829 inscrits).

#### Élections de juin 2021
Le premier tour des élections départementales de 2021 est marqué par un très faible taux de participation (33,26 % au niveau national). Dans le canton de Villeneuve-sur-Lot-1, ce taux de participation est de 31,85 % (3 720 votants sur 11 681 inscrits) contre 39,29 % au niveau départemental. À l'issue de ce premier tour, deux binômes sont en ballottage : Guillaume Lepers et Patricia Suppi (Union au centre et à droite, 54,19 %) et Christophe Beaupuis et Sylvie Gueudin (RN, 19,05 %).
Le second tour des élections est marqué une nouvelle fois par une abstention massive équivalente au premier tour. Les taux de participation sont de 34,36 % au niveau national, 41,08 % dans le département et 34,59 % dans le canton de Villeneuve-sur-Lot-1. Guillaume Lepers et Patricia Suppi (Union au centre et à droite) sont élus avec 76,91 % des suffrages exprimés (2 751 voix pour 4 040 votants et 11 681 inscrits),,.

## Composition
| Nom                                        | Code Insee | Intercommunalité         | Superficie (km2) | Population (dernière pop. légale)                | Densité (hab./km2) | Modifier                                    |
| ------------------------------------------ | ---------- | ------------------------ | ---------------- | ------------------------------------------------ | ------------------ | ------------------------------------------- |
| Villeneuve-sur-Lot (bureau centralisateur) | 47323      | CA du Grand Villeneuvois | 81,32            | Fraction : 14 355 (2022) Commune : 22 004 (2022) | 271                | modifier les données · modifier les données |
| Lédat                                      | 47146      | CA du Grand Villeneuvois | 12,43            | 1 430 (2022)                                     | 115                | modifier les données · modifier les données |
| Canton de Villeneuve-sur-Lot-1             | 4720       |                          |                  | 15 785 (2022)                                    |                    | modifier les données                        |

Le canton de Villeneuve-sur-Lot-1 comprend :
1. une commune entière,
2. la partie de la commune de Villeneuve-sur-Lot située sur la rive droite du Lot.

## Démographie
En 2022, le canton comptait 15 785 habitants, en évolution de −1,97 % par rapport à 2016 (Lot-et-Garonne : −0,18 %, France hors Mayotte : +2,11 %).
| 2013   | 2018   | 2022   |
| ------ | ------ | ------ |
| 16 314 | 15 521 | 15 785 |